# گورستان قلای نولو
قبرستان قلای نولو مربوط به دوره اشکانیان است و در شهرستان مریوان، روستای دره تفی واقع شده و این اثر در تاریخ ۲۷ مرداد ۱۳۸۲ با شمارهٔ ثبت ۹۶۴۰ به‌عنوان یکی از آثار ملی ایران به ثبت رسیده است.